# Phil Bardsley
Phillip Anthony »Phil« Bardsley, škotski nogometaš, * 28. junij 1985, Salford, Greater Manchester, Anglija, Združeno kraljestvo.